# Масуд-бек
Масуд-бек (*д/н — 1289) — державний діяч, податківець Чагатайського улусу.

## Життєпис
Син Махмуда Ялавача, намісника Мавераннахра й податківця Чагатайського улусу. 1238 року після позбавлення батька своєї посади Чагатаєм за наполяганням великого кагана Угедея призначається намісником Мавераннахра. Доволі швидко зумів поширити свій вплив на Чагатайський улус.
У 1242 році після переходу влади в Монгольській імперії до регентші Торогене-хатун вимушений був тікати до Бату-хана (правителя Золотої Орди). Тут перебував до смерті регентші у 1246 році. Новий великий каган гуюк відновив Масуд-бека на посаді. Доволі швидко той став знову керувати справами Мавераннахру. Жорсткі методи отримання зборів податків з одного боку призводили до розорення селянства, що потрапляла в залежність від беків, а з іншого — забезпечувало регулярне наповнення скарбниці. Тому завдяки діям Масуд-бека боротьба за владу в Чагатайському улусі протягом 1240-1260-х років не позначилася на економічному стані держави. 
Водночас Масуд-бек став фактично напівнезалежним правителем Мавераннахра, оскільки хани улусу захопилися боротьбою за трон. У 1262 році перебував у ставці хана Алгу. Після поразки останнього від Ариг-буги потрапив у полон. Проте вже 1263 року його було звільнено. З 1270 року отримав підтримку Хайду, що став фактичним правителем Чагатайського улусу. Масуд-бек став керувати областю від бешбалика (на північному сході) до Кашгара (на півдні), а також залишив під орудою Мавераннахр і Семиріччя.
У 1271—1272 роках провів грошову реформу, запровадивши срібні динари (до 1289 року поширилися на 12 міст Мавераннахра). Це призвело до пожвавлення економічних відносин в улусі, загалом мало позитивний ефект. У 1272 році Масуд-бек сприяв організації оборони міст Мавераннахра під час вторгнення військ хана Абаки, правителя Держави Хулагуїдів. Утім, у 1273 році було захоплено й пограбовано Бухару. Після відходу військ Абаки організував відновлення Бухари та інших сплюндрованих міст. Цим займався до самої смерті. Масуд-бек переїжджав містами Мавераннахра, опікуючись державними справами. У Бухарі його коштом зведено медресе Масудійя: тут Масуд-бека було поховано після смерті у 1289 році. Хайду передав посаду Масуд-бека його синам.

## Родина
- Абу-Бекр, намісник Мавераннахрау 1289—1298 роках
- Сатилмиш-бек, намісник Мавераннахра у 1289—1303 роках
- Суюнуч, намісник Кашгару і Хотану у 1303—1310 роках